# Oneida (geslacht)
Voor andere betekenissen van Oneida, zie Oneida (doorverwijspagina)
Oneida is een geslacht van vlinders van de familie snuitmotten (Pyralidae), uit de onderfamilie Epipaschiinae.

## Soorten
- O. grisiella Solis, 1991
- O. luniferella Hulst, 1895
- O. lunulalis Hulst, 1887
- O. marmorata Schaus, 1912
- O. mejona Schaus, 1922